# Begleri

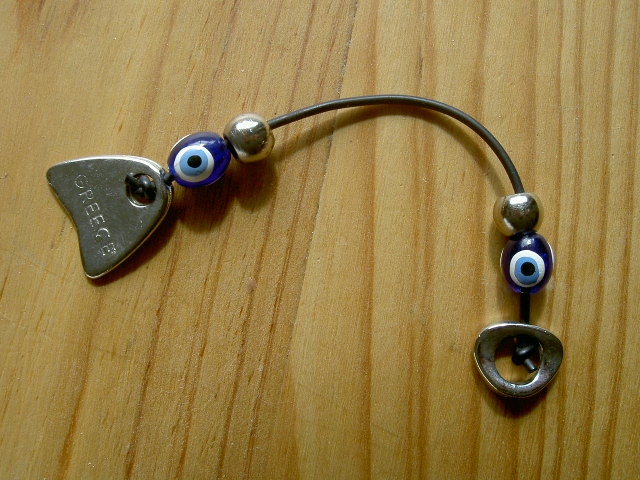
Esempio di begleri

Il begleri (in greco: μπεγλέρι) è un piccolo skill toy che consiste in una o più perline all'estremità di un cordino o una catenella. Il begleri può essere girato e roteato intorno alle dita per eseguire trucchi. È nato in Grecia ed è l'evoluzione del rosario greco (komboloi), che viene usato come anti stress, per passare il tempo o per mantenere le mani occupate. La differenza tra il begleri e il komboloi è che il komboloi ha le perline disposte in un cerchio chiuso, mentre le perline del begleri sono infilate in un cordino dritto e hanno quasi sempre lo stesso peso. Le perline del begleri possono avere diverse forme ed essere fatte di diversi materiali come pietre preziose, pietra, metallo, legno, paracord e plastica. Il begleri ha una forma simile allo strumento a percussione kashaka, ma rispetto a esso è molto più piccolo.